# Europaparlamentsvalet i Finland 2004
Europaparlamentsvalet i Finland 2004 ägde rum söndagen den 13 juni 2004. Drygt 4,2 miljoner personer var röstberättigade i valet om de fjorton mandat som Finland hade tilldelats innan valet. I valet tillämpade landet ett valsystem med partilistor och d’Hondts metod, utan någon spärr för småpartier. Finland var inte uppdelat i några valkretsar, utan fungerade som en enda valkrets i valet.
Både Centern i Finland och Socialdemokraterna gick framåt i valet. Centern ökade med drygt två procentenheter och Socialdemokraterna med 3,30 procentenheter. Inga av förändringarna var dock tillräckligt stora för att ge utslag i mandatfördelningen. Inte heller att Samlingspartiet, som förblev största parti, backade något gav utslag i mandatfördelningen. Dessa tre partier blev nästan lika stora, med drygt 20 procent av väljarstödet var. Däremot förlorade Gröna förbundet ett mandat till följd av att partiet tappade tre procentenheter av sitt väljarstöd. Även Kristdemokraterna tappade ett mandat, trots att partiet ökade sin väljarandel med nästan två procentenheter. Detta var bland annat en konsekvens av att Finlands totala antal mandat reducerades. Förändringarna för Vänsterförbundet och Svenska folkpartiet var små och båda partierna behöll sina mandat.
Valdeltagandet ökade markant, med nästan tio procentenheter. Det var dock inte lika högt som i Europaparlamentsvalet 1996. Valdeltagandet låg under snittet för hela unionen. Det var också lågt i jämförelse med Finlands riksdagsval. I Finlands riksdagsval 2003 var valdeltagandet nästan 70 procent, en bra bit över deltagandet i Europaparlamentsvalen.

## Valresultat
| |         |  |           |        |
| | Andel   |  | Antal     | Mandat |
| Samlingspartiet                                                                                      | 23,71 % |  | 392 771   | 4      |
| Samlingspartiet                                                                                      | –1,56 % |  | +78 811   | ±0     |
| Centern i Finland                                                                                    | 23,37 % |  | 387 217   | 4      |
| Centern i Finland                                                                                    | +2,07 % |  | +122 577  | ±0     |
| Socialdemokraterna                                                                                   | 21,16 % |  | 350 525   | 3      |
| Socialdemokraterna                                                                                   | +3,30 % |  | +128 689  | ±0     |
| Gröna förbundet                                                                                      | 10,43 % |  | 172 844   | 1      |
| Gröna förbundet                                                                                      | –3,00 % |  | +6 058    | –1     |
| Vänsterförbundet                                                                                     | 9,13 %  |  | 151 291   | 1      |
| Vänsterförbundet                                                                                     | +0,05 % |  | +38 534   | ±0     |
| Svenska folkpartiet                                                                                  | 5,70 %  |  | 94 421    | 1      |
| Svenska folkpartiet                                                                                  | –1,07 % |  | +10 268   | ±0     |
| Kristdemokraterna                                                                                    | 4,28 %  |  | 70 845    | 0      |
| Kristdemokraterna                                                                                    | +1,89 % |  | +41 208   | –1     |
| Övriga partier och kandidater                                                                        | 2,21 %  |  | 36 670    | 0      |
| Övriga partier och kandidater                                                                        | –1,69 % |  | –11 864   | ±0     |
| Ogiltiga och blanka röster                                                                           | 0,62 %  |  | 10 348    | 0      |
| Ogiltiga och blanka röster                                                                           | +0,15 % |  | +4 529    | ±0     |
| Valdeltagande                                                                                        | 39,43 % |  | 1 666 932 | 14     |
| Valdeltagande                                                                                        | +9,29 % |  | +418 810  | –2     |
| Antal röstberättigade 4 227 987 04 EPP-ED 03 PES 05 ALDE 01 G/EFA 01 GUE/NGL 00 IND/DEM 00 UEN 00 NI |         |  |           |        |